# Hussein Hanoun al-Saadi
Pour les articles homonymes, voir Saadi (homonymie).
Hussein Hanoun est né en juillet 1960 à Bagdad. Pris en otage le 5 janvier 2005 en Irak en compagnie de la  journaliste française Florence Aubenas, il est libéré le 11 juin 2005 (voir les détails de sa libération).

## Biographie
Ancien pilote de chasse, il a appris le français lors d'une formation de pilote en France dans les années 1980, lorsque ce pays collaborait militairement avec le régime de Saddam Hussein.
Il a été engagé comme pilote de Mirage F1 dans la guerre Iran-Irak, qu'il a achevée avec le grade de colonel et plusieurs décorations.
Il a été démobilisé en 1991 à l'issue de la guerre du Golfe.
Bien que se déclarant opposé au régime de Saddam Hussein, il désapprouvait la présence américaine en Irak.
Depuis la guerre d'Irak, il était fixeur, c'est-à-dire chauffeur-guide et interprète pour les journalistes étrangers en mission dans le pays.
Marié, il est le père de trois filles et d'un fils. Il appartient à la tribu des Al-Saadi. À sa libération, il a déclaré qu'il arrêtait le métier de « fixeur ».
Il travaille actuellement[Quand ?] à Airbus SAS, à Toulouse, comme formateur pour les pilotes arabophones.